# Durrães e Tregosa
Durrães e Tregosa (llamada oficialmente União das Freguesias de Durrães e Tregosa) es una freguesia portuguesa del municipio de Barcelos, distrito de Braga.

## Historia
Fue creada el 28 de enero de 2013 en aplicación de una resolución de la Asamblea de la República de Portugal promulgada el 16 de enero de 2013 con la unión de las freguesias de Durrães y Tregosa, pasando su sede a estar situada en la antigua freguesia de Tregosa.

## Demografía
| Gráfica de evolución demográfica de Durrães e Tregosa entre 2011 y 2021 |
|                                                                         |
| Datos según el nomenclátor publicado por el INE portugués.              |